# Vida de Santa Pelagia

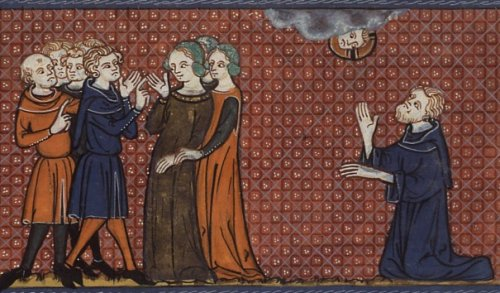
Santa Pelagia de Antioquía entre sus cortesanos, mientras san Nono reza por ella. (manuscrito del).

La Vida de Santa Pelagia es una narración hagiográfica castellana en prosa de la primera mitad del siglo XIV, emparentada con el mester de clerecía y similar a la Estoria de Santa María Egiçiaca, que narra la vida de santa Pelagia de Antioquía, asceta cristiana del siglo V.
Se conserva, junto con la Vida de San Alejo, en el manuscrito 9247 de la Biblioteca Nacional de España, titulado Aureola Monachorum seu Dicta Patrum. Está escrito en letra semigótica redonda de finales del siglo XIV. Coincide con la versión latina del manuscrito 10 de la Real Academia de la Historia, procedente del fondo de códices del Monasterio de San Millán de la Cogolla que traduce al portugués, la versión de la vita del códice Alcobacense CCLXVI.

## Estructura
Esta vita se ajusta al modelo de la mujer pecadora, arrepentida y salvada por la revelación de la verdadera fe, en este caso, la cristiana. No obstante, tiene algo que la diferencia de otras producciones hagiográficas, pues el relato está contado en primera persona, ya que el narrador es testigo de los acontecimientos, como diácono del obispo Nono, artífice de la conversión de Pelagia.
La versión castellana introduce multitud de glosas relacionadas tanto con la doctrina como con los ritos, lo que hace suponer que con ellas se trataba de catequizar no sólo al pueblo, sino a un sector del clero sumamente ignorante.
Como es habitual en este tipo de obras, el encabezado del poema expone todo el argumento:

«Esta vida es de huna muger que fue mala e desesperada de Dios algún tienpo; e después fue convertida por Sant Nono obispo, e después perseveró sienpre en el serviçio de Dios (...).»

Por lo tanto, la trama se estructura en cuatro bloques:
1. Vida de pecado.
2. Vida de arrepentimiento.
3. Vida de conversión.
4. Vida de salvación.